# Jade Smits
Jade Smits (2001) is een  Belgische zwemster, gespecialiseerd in de rugslag. 

## Belangrijkste resultaten
| Jaar | Olympische Spelen                         | WK langebaan                              | WK kortebaan                              | EK langebaan                                                            | EK kortebaan                              |
| ---- | ----------------------------------------- | ----------------------------------------- | ----------------------------------------- | ----------------------------------------------------------------------- | ----------------------------------------- |
| 2016 | geen deelname                             |                                           | geen deelname                             | 37e 100m rugslag 7e 4x100m wisselslag                                   |                                           |
| 2017 |                                           | geen deelname                             |                                           |                                                                         | geen deelname                             |
| 2018 |                                           |                                           | geen deelname                             | geen deelname                                                           |                                           |
| 2019 |                                           | geen deelname                             |                                           |                                                                         | geen deelname                             |
| 2020 | Geen toernooien vanwege de coronapandemie | Geen toernooien vanwege de coronapandemie | Geen toernooien vanwege de coronapandemie | Geen toernooien vanwege de coronapandemie                               | Geen toernooien vanwege de coronapandemie |
| 2021 | geen deelname                             |                                           | geen deelname                             | 28e 50m rugslag 37e 100m rugslag 30e 200m rugslag 17e 4x100m wisselslag | geen deelname                             |

## Persoonlijke records
(Bijgewerkt tot en met 10 november 2017)

### Kortebaan
| Afstand      | Tijd    | Datum            | Plaats          |
| ------------ | ------- | ---------------- | --------------- |
| 100m rugslag | 1.00,85 | 10 november 2019 | Sint-Amandsberg |

### Langebaan
| Afstand      | Tijd    | Datum           | Plaats    |
| ------------ | ------- | --------------- | --------- |
| 100m rugslag | 1.01,73 | 24 januari 2021 | Antwerpen |